# Lungern
Lungern (toponimo tedesco) è un comune svizzero di 2 061 abitanti del Canton Obvaldo.

## Geografia fisica
Il territorio di Lungern si estende nell'alta valle del fiume Aa di Sarnen, che forma il lago di Lungern.

## Storia
Il comune politico è stato istituito nel 1850.

## Monumenti e luoghi d'interesse
- Chiesa parrocchiale cattolica del Sacro Cuore, eretta nel 1893 da Wilhelm Josef Tugginer[4];
- Campanile dell'antica chiesa (Alter Kirchturm) di Santa Caterina (attestata dal 1275, demolita dopo l'alluvione del 1887), eretto nel XIV secolo[3];
- Cappella cattolica dei Santi Antonio e Wendelino in località Bürglen-Kaiserstuhl, eretta nel 1686[3].

## Società

### Evoluzione demografica
L'evoluzione demografica è riportata nella seguente tabella:
Abitanti censiti

## Economia

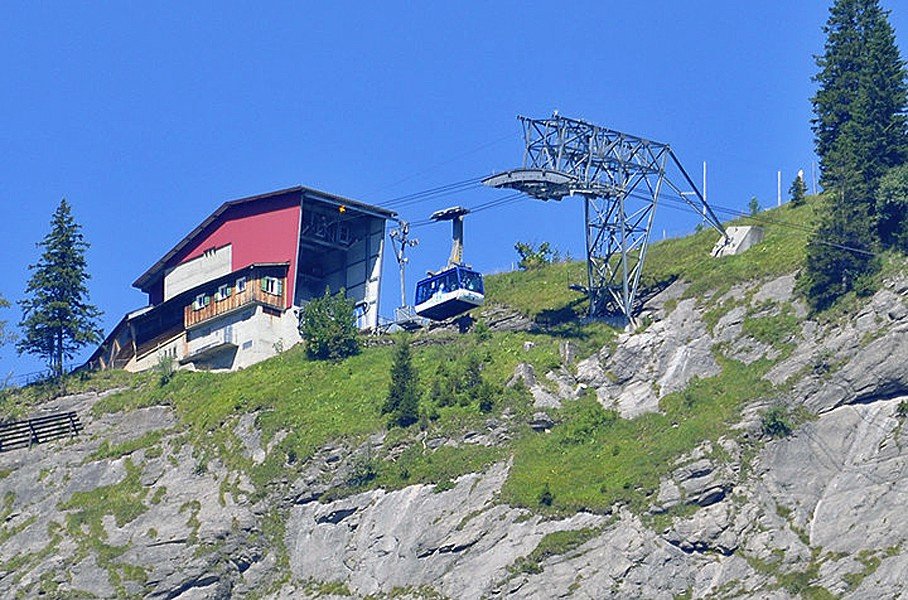
La funivia Lungern-Schönbüel

L'economia locale si basa prevalentemente sui settori secondario e terziario (turismo estivo dalla fine del XIX secolo, invernale con l'apertura della stazione sciistica di Schönbüel collegata dal 1961 da una funivia).

## Infrastrutture e trasporti
Lungern è servito dalle uscite di Lungern Nord e Lungern Süd sull'autostrada A8 e dall'omonima stazione e da quella di Kaiserstuhl sulla ferrovia del Brünig; il vicino passo del Brünig collega Lungern a Meiringen, nel Canton Berna.